# Gottlob Bilger
Gottlob Bilger (* 26. Dezember 1876 in Weiler an der Zaber; † 5. Juli 1971 ebenda) war ein deutscher Landwirt und Politiker (CSVD).

## Leben
Bilger war Landwirt in Weiler an der Zaber. Er hatte sieben Geschwister; sein Vater Gottlob Friedrich Bilger (1847–1929) war Schultheiß in Weiler, seine Mutter hieß Katharina Friedericke Schmid. 1906 heiratete er Lydia Bayha (1886–1967), mit der er sieben Kinder hatte.
Vom 1. Oktober 1916 bis 1. April 1919 war Bilger stellvertretender Bürgermeister bzw. Amtsverweser in Weiler an der Zaber, anschließend war bis 1945 sein Bruder Eugen Bilger (1882–1953) Bürgermeister.
Bilger kandidierte bei der Reichstagswahl 1930 und erneut bei der Reichstagswahl März 1933 für den CSVD, war aber nicht erfolgreich. Bei der Landtagswahl 1932 wurde er auf Platz 1 der CSVD-Landesliste in den württembergischen Landtag gewählt und gehörte dort dem Petitionsausschuss an. Bei der auf der Grundlage der Stimmenanteile der Reichstagswahl 1933 entschiedenen Neuzusammensetzung des Landtags 1933 (Gleichschaltungsgesetz) verfehlte er auf Platz 3 der CSVD-Landesliste knapp den Wiedereinzug in das Parlament.